# 田宮緑子
田宮 緑子（たみや りこ）は、日本の英国生活文化・紅茶研究家、宝塚教養学校校長。情報経営イノベーション専門職大学客員教授。 吉本興業文化人部門所属。愛称「グリン子先生」。旧芸名:片山理子。身長161cm（1984年時点）

## 来歴
大阪府堺市出身。四天王寺中・高等学校卒業。1981年4月に吉本興業に所属後、吉本新喜劇に入団してマドンナ役で活動。「あっちこっち丁稚」（朝日放送）、「やすきよの腕だめし運だめし」（読売テレビ)、「WAIWAIカーニバル」（KBSラジオ）など多数のレギュラー番組でタレントとして活躍。その後、東洋英和女学院大学へ入学。人文学部にて教育学を専攻する。同大学を卒業後、渡英。ロンドン大学SOASで日本語教授法資格を取得、帰国後、食と暮らしをテーマにメディアに出演。吉本興業に文化人タレントとして復帰。独自のオリジナル紅茶ブランド・グリン子先生のティーワールド「アールグレイティープレイス」と英国紅茶ブランド「ザ・ティーメーカーズ・オブ・ロンドン」を展開。サントリーグループ企業のドリンク開発やタレントのキャラクターズ紅茶をはじめとする商品開発にも携わる。
一方で、文化・芸術振興を目的とする宝塚教養学校を主宰。日本画家の千住博、作家の林望、音楽家の宮川彬良、歌手の米良美一、劇画家の池田理代子などをはじめ多数の文化人を迎え、講演やコンサートなどを開催。
2018年にNetflixで配信された、明石家さんまプロデュースのドラマ「Jimmy〜アホみたいなホンマの話〜」の、若手時代のジミー大西が恋する相手のモデルである。配信特番の「Quiz大西〜アホみたいなホンマの話〜」のサプライズゲストでジミー大西と村上ショージと久しぶりに共演。

## 出演

### テレビ
- TBS「あさチャン！」
- BS朝日「賢者の選択」
- スカパーBB「私のライフスタイル」
- フーディーズTV「Beautiful English Life」
- KawaianTV「オトナ三秋」

### ラジオ
- ニッポン放送「安東弘樹レッツゴーフライデー」
- 渋谷のラジオ「渋谷のチキチキラジオ」
- TBSラジオ 「MIX」
- TBSラジオ「小堺一機のサタデーウィズ」

- ラジオ関西　「こんにちよ〜！原田伸郎です」
- エフエム大阪　「なにわルネサンス 大人の文化村」
- ラジオ大阪　「ほんまです！原田年晴です」
- 東北放送 ほか「身近なことからSDGs」
- エフエム滋賀「Joshin presents GO!GO! TALK SHOW」[6]

### 雑誌・新聞
- 産経新聞 関西神戸版 連載「紅茶だより」
- Twinings / トワイニング公式facebookで紅茶をテーマにエッセイ連載
- カドカワ「3分クッキング」
- 世界文化社「家庭画報」
- 新潮社「旅」　英国アフタヌーンティーを紹介

### イベント・セミナー
- 日本三越「英国展」トークショー、アールグレイティープレイス、ザ・ティーメーカーズ・オブ・ロンドン出店
- 銀座三越「スコーンパーティー」アールグレイティープレイス、ザ・ティーメーカーズ・オブ・ロンドン出店
- ヴァルカナイズ・ロンドン「ヴァルカナイズアカデミー」[7]
- 龍谷大学瀬田キャンパス
- 世界文化社「家庭画報」セブンアカデミー
- ウェッジウッド　日本初上陸Tea Bar イベントで フードペアリング 、メニュー監修、Teaイベント出演
- 京都国際映画祭「世界へ発信する京の和紅茶のおはなし」[8]
- オービックホールイルミネーション企画「グリン子先生の紅茶セミナー」（オービックホール）[9]
- 日本橋三越カルチャーサロン「グリン子先生の紅茶講座」
- 小田急百貨店英国展トークショー、ほか三越百貨店、京都伊勢丹、新宿小田急百貨店など

### 講演
- あべのハルカス美術館　 “ラファエル前派の軌跡展”　「ヴィクトリア時代紅茶文化が開花した時代」講演
- 大阪万博50周年記念「世界のお茶イベント」企画・講演

### 著書
- 「おいしいイングリッシュ・ミルクティーの絵本」（テンブックス）
- 「おいしいイングリッシュ・ミルクティーの秘密」復刻版（世界文化社）
- 大阪中之島美術館開館に寄せて『待ってたぞ！美術館』（澪標出版）文章寄稿

## タレント時代の出演番組

### バラエティ
- オレたちひょうきん族（フジテレビ）
- やすきよの腕だめし運だめし（読売テレビ）
- まるぶつWAIWAIカーニバル（KBS京都）
- ルンルン朝６生情報（日本テレビ）

### ドラマ[10]
- 遠山の金さん（テレビ朝日）
- 帰って来た意地悪ばあさん（フジテレビ）
- スチュワーデス物語（TBS）
- 少女に何が起ったか（TBS）
- 乳姉妹（TBS）
- 月曜ドラマランド・おさわがせ剣士　赤胴鈴之助（フジテレビ）
- 好色一代男 世之介の愛して愛して物語（TBS）
- 裸の大将（関西テレビ、フジテレビ系列）
- 水曜ドラマスペシャル

## 演じた女優
- 徳永えり「Jimmy〜アホみたいなホンマの話〜」（2018年、Netflix） - 片山理子 役